# 29167 Masataka
29167 Masataka este o planetă minoră (asteroid), cu un diametru de 5,727 km, din centura de asteroizi. A fost descoperită pe 29 noiembrie 1989 la Kitami Observatory⁠(d) de Kin Endate. 
Obiectul prezintă o orbită caracterizată de o semiaxă mare de 2,5583185 UAi, o excentricitate de 0,17, o înclinație de 9,29055 ° în raport cu ecliptica.